# Caesi chloride
Caesi chloride là một hợp chất vô cơ với công thức hóa học CsCl. Chất rắn không màu này là một nguồn quan trọng của các ion caesi trong một loạt các ứng dụng thích hợp. Cấu trúc tinh thể của nó tạo thành một loại cấu trúc chính, trong đó mỗi ion caesi được liên kết với 8 ion clo. Caesi chloride hòa tan trong nước và tồn tại trong tự nhiên như tạp chất trong khoáng vật carnallit (tối đa 0.002%), sylvit và kainit. Không đến 20 tấn CsCl được sản xuất hàng năm trên toàn thế giới, chủ yếu từ một khoáng chất pollucit có chứa caesi.
Caesi chloride được sử dụng rộng rãi trong cấu trúc thuốc trong máy ly tâm isopycnic để tách các loại DNA. Nó là một thuốc thử trong hóa phân tích, nơi nó được sử dụng để xác định ion theo màu sắc và hình thái học của kết tủa. Khi được làm giàu hạt nhân phóng xạ, chẳng hạn như 137CsCl hoặc 131CsCl, caesi chloride được sử dụng trong các ứng dụng y học hạt nhân như điều trị ung thư và chẩn đoán nhồi máu cơ tim. Một hình thức điều trị ung thư khác đã được nghiên cứu có sử dụng CsCl không phóng xạ thông thường. Trong khi caesi chloride thông thường có độc tính thấp đối với người và động vật, CsCl phóng xạ dễ gây ô nhiễm môi trường do sự hòa tan cao của CsCl trong nước. Sự phân tán của bột 137CsCl từ một hộp nặng 93-gam vào năm 1987 tại Goiânia, Brazil, đã dẫn đến một trong những tai nạn rò rỉ phóng xạ tồi tệ nhất, khi đã làm chết 4 người và ảnh hưởng trực tiếp tới hơn 100.000 người.

## Độc tính
Caesi chloride có độc tính thấp đối với người và động vật. Liều gây chết trung bình (LD50) của nó ở chuột là 2300 mg / kg trọng lượng cho uống và 910 mg / kg tiêm tĩnh mạch. Độc tính nhẹ của CsCl có liên quan đến khả năng làm giảm nồng độ kali trong cơ thể và thay thế một phần kali trong quá trình sinh hóa. Tuy nhiên, khi uống với số lượng lớn, có thể gây ra sự mất cân bằng đáng kể về kali và dẫn đến chứng giảm kali huyết, rối loạn nhịp tim, và ngừng tim cấp tính. Tuy nhiên, bột caesi chloride có thể gây kích ứng niêm mạc và gây ra hen phế quản.

## Sách tham khảo
- Haynes, William M., biên tập (2011). CRC Handbook of Chemistry and Physics (ấn bản thứ 92). Boca Raton, FL: CRC Press. ISBN 1439855110.
- Lidin, R. A; Andreeva, L. L.; Molochko V. A. (2006). Константы неорганических веществ: справочник (Inorganic compounds: data book). Moscow. ISBN 5-7107-8085-5.{{Chú thích sách}}:  Quản lý CS1: địa điểm thiếu nhà xuất bản (liên kết)
- Plyushev, V. E.; Stepin B. D. (1970).  Химия и технология соединений лития, рубидия и цезия (bằng tiếng Nga). Moscow: Khimiya.